# 陳奕通
陳 奕通（ちん えきつう、ウェード式：Chen Yi-tung、2003年6月27日 - ）は、台湾（中華民国）の男子フェンシング選手である。種目はフルーレ。
2024年パリ五輪に出場、台湾代表の男子フルーレ出場は1988年ソウル大会以来36年ぶりとなる。

## 経歴
小学3年からフェンシングを始め、中学時代に頭角を現し、ジャカルタアジア大会台湾代表選手中最年少で選出。パリ五輪では初戦を突破するも、フランス代表のエンゾ・ルフォーに敗れた。

## 脚註
1. ↑  “【巴黎奧運】不敵第5種子 陳奕通止步32強 已是擊劍隊史最佳”. 梅花新聞網 (2024年7月29日). 2024年8月4日閲覧。
2. ↑  “擊劍》1988年後第一位男將！陳弈通奪男子鈍劍巴黎奧運門票”. 自由體育（自由時報）. (2024年4月28日) 2024年8月4日閲覧。
3. ↑  "Fencer Chen Yi-tung eyes medal in Los Angeles after early exit in Paris - Focus Taiwan" (アメリカ英語). 29 July 2024. 2024年8月3日閲覧。